# Rivière Mascouche
Rivière Mascouche är ett vattendrag i Kanada.   Det ligger i provinsen Québec, i den sydöstra delen av landet, 160 km öster om huvudstaden Ottawa.
Trakten runt Rivière Mascouche består till största delen av jordbruksmark. Runt Rivière Mascouche är det mycket tätbefolkat, med 4 039 invånare per kvadratkilometer.